# Nidaroswege

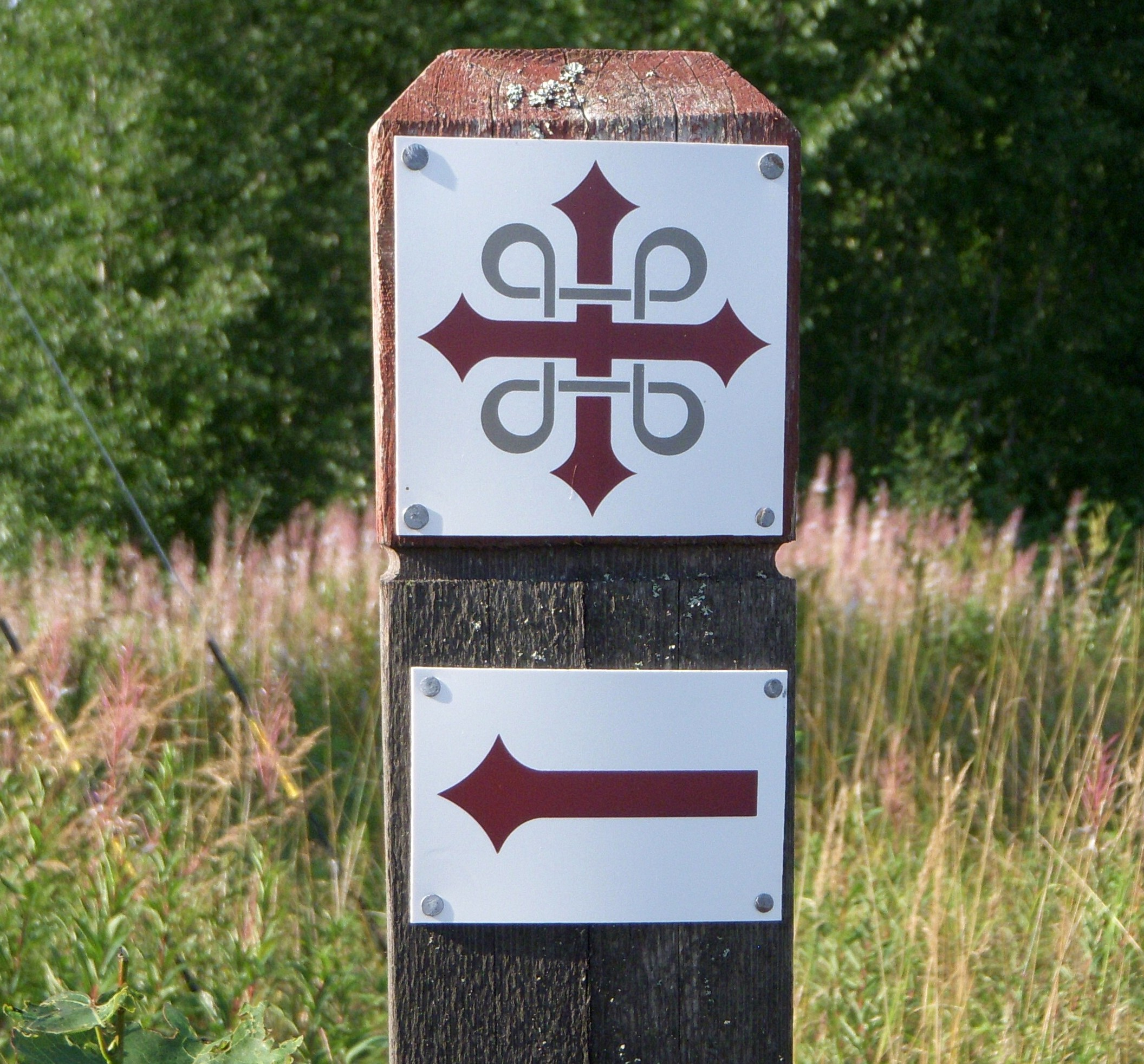
S:t Olavskorset und S:t Hanskorset werden ineinander als Wegmarkierung verschränkt.

Die Nidaroswege sind, ähnlich dem Jakobsweg, ein Netzwerk aus mehreren Pilgerwegen, die alle am Nidarosdom enden. Der norwegische Pilgerweg (Pilegrimsleden) von Oslo nach Trondheim (Nidaros), auch St. Olavsweg (Olavsvegen), wurde 1997 wieder eröffnet. Im Deutschen wird der Name auch St. Olaf geschrieben. Der Pilgerweg leitet sich von König Olav II. Haraldsson her. Der Heilige König Olav wurde 1030 in Nidaros begraben, nachdem er auf seinem Marsch auf dem schwedisch-norwegischen St. Olavsleden in einer Schlacht bei Stiklestad gefallen war. Der Nidarosdom wurde über seinem Grab errichtet.

## Zur Geschichte des Pilgerziels

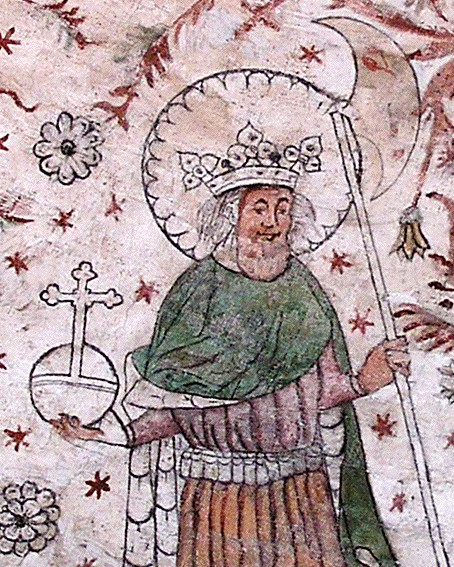
Olav II. als Heiliger

Nach ihm zugeschriebenen Wundern wurde Trondheim für vier Jahrhunderte zu einem christlichen Pilgerort. Die Heiligengeschichte und die damit verbundene Wallfahrt war sicher auch ein Band in der nordischen Monarchie. Es heißt, dass bereits unmittelbar nach Olavs Tod und  Heiligsprechung nach einem Jahr am 3. August 1031 über seinem Grab eine hölzerne Kapelle errichtet worden sei. Ca. 1070 legte der norwegische König Olav Kyrre den Grundstein für den heutigen Dom. Er ließ die Kapelle durch eine steinerne Kirche ersetzen (1090). Als erster Architekt des stetig weiter ausgebauten Doms im (inzwischen neo-)gotischen Stil und als Bauherr wird der Erzbischof Øystein Erlendsson (1161–1188) überliefert. Der Hochaltar mit dem Königsschrein stand danach früher über dem ehemaligen Königsgrab. Am Kirchengebäude imponiert neben der Hauptfassade mit einer großen Rosette und zwei Türmen der mächtige, zentrale Vierungsturm mit hohem Kupferhelm. Trondheim war von 1153 bis 1537 Sitz des norwegischen Erzbischofs. Man nimmt an, dass der gotische Dom ungefähr im Jahre 1300 vollendet wurde. Jeweils nach großen Bränden wurde der Dom später fünfmal erneut aufgebaut.

### Geschichtsdaten
- 1152 sandte Papst Anastasius IV. den Kardinalbischof Nikolaus Breakspeare als Bevollmächtigten nach Norwegen.
- 30. November 1154: Bestätigungsbrief des Papstes für die von Breakspeare (der spätere Papst Hadrian IV.) gegründete Kirchenprovinz
- Erster Erzbischof ist Jon Birgisson
- Die Reformation beendete die Pilgerzüge (Der Schrein wurde vernichtet, Kirche und Klöster aufgehoben).
- Mehrmalige Stadtbrände (u. a. 1681), Planstadt unter Christian V.

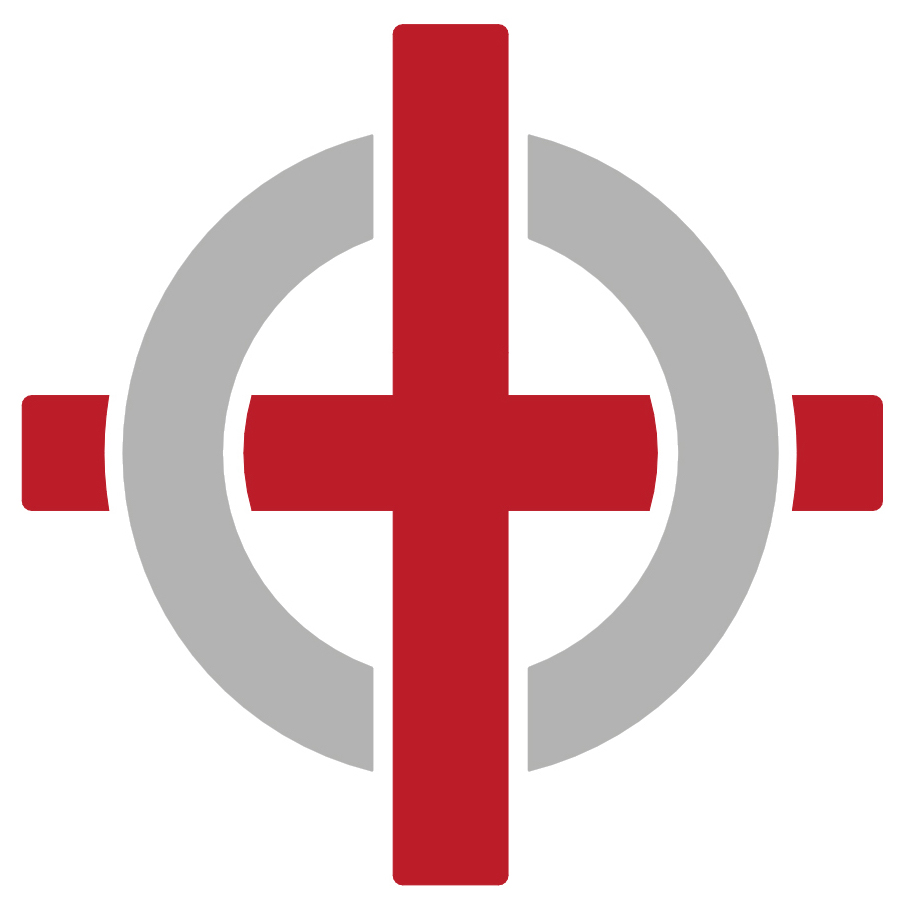
Olavsweg Piktogramm
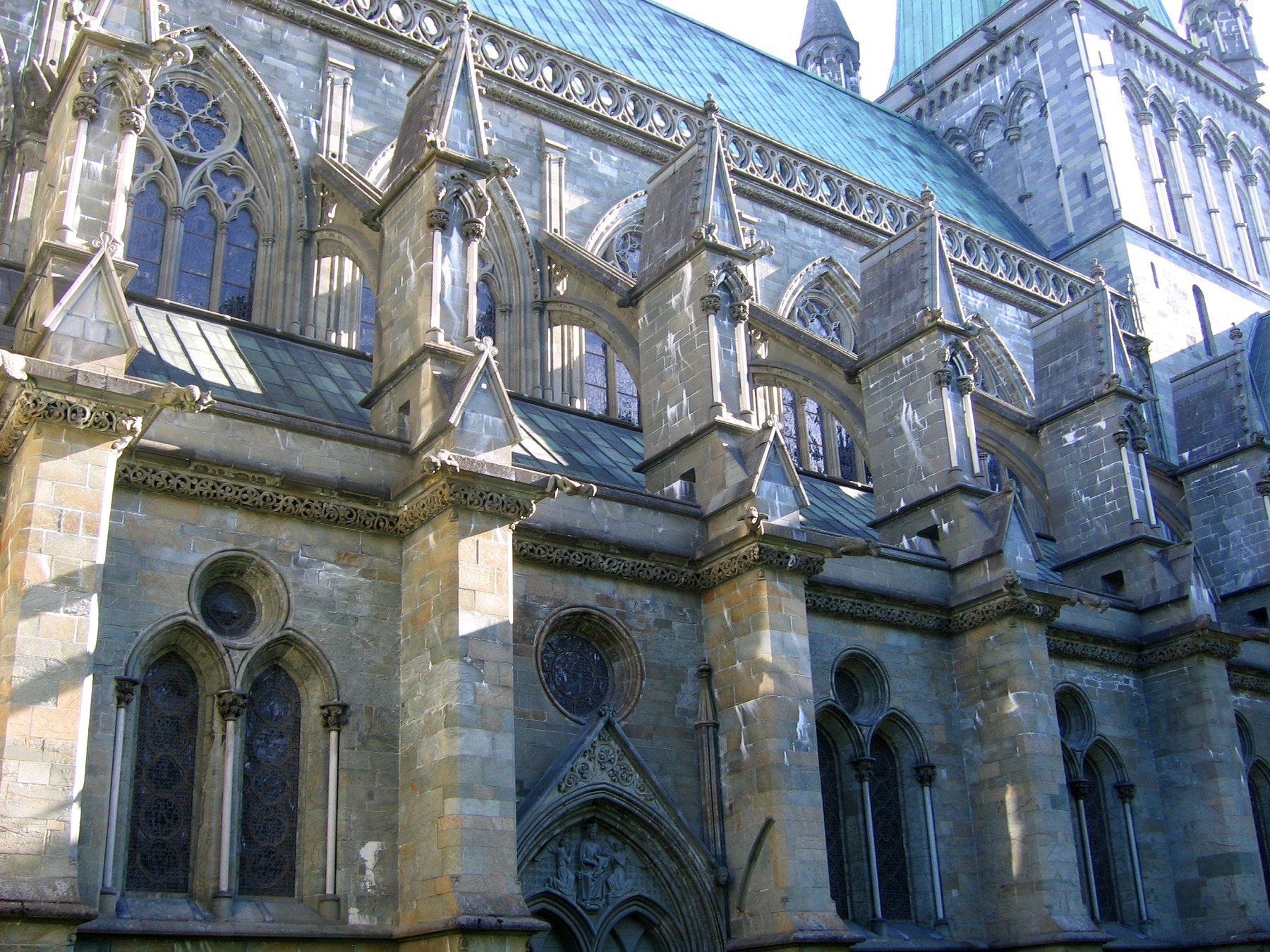
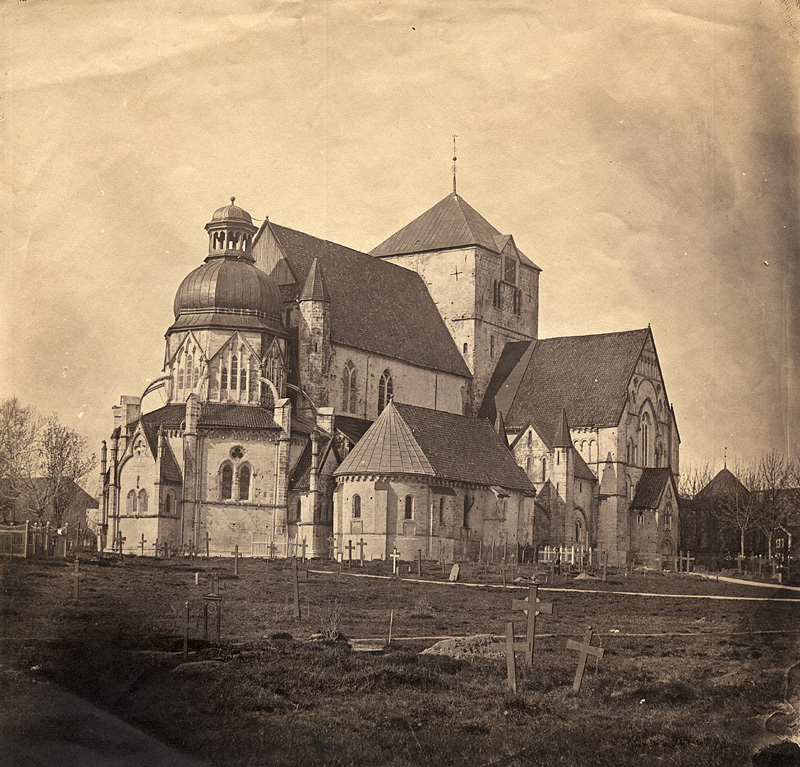
Nidaros-Dom (1857)
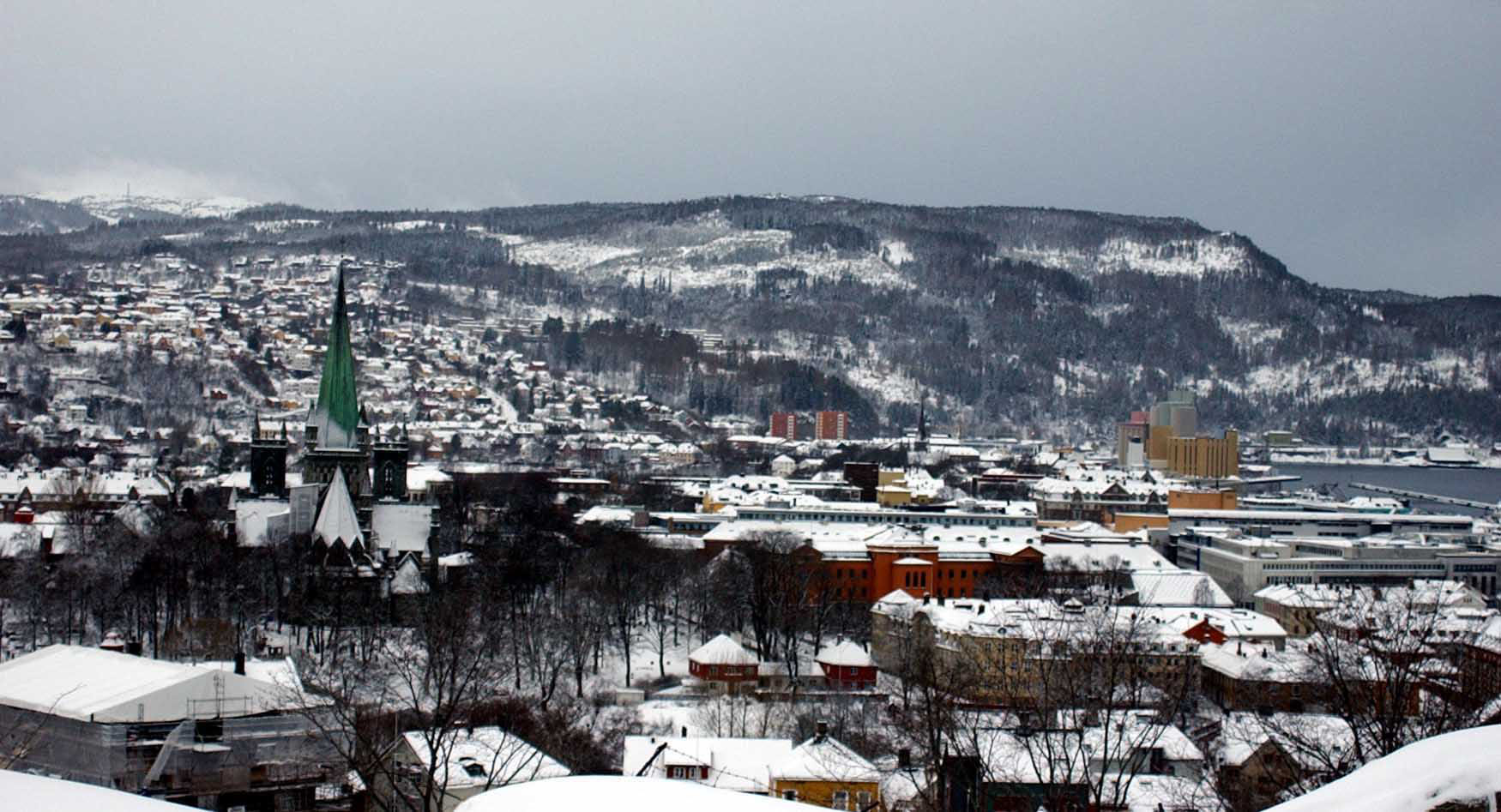
Trondheim (2002)
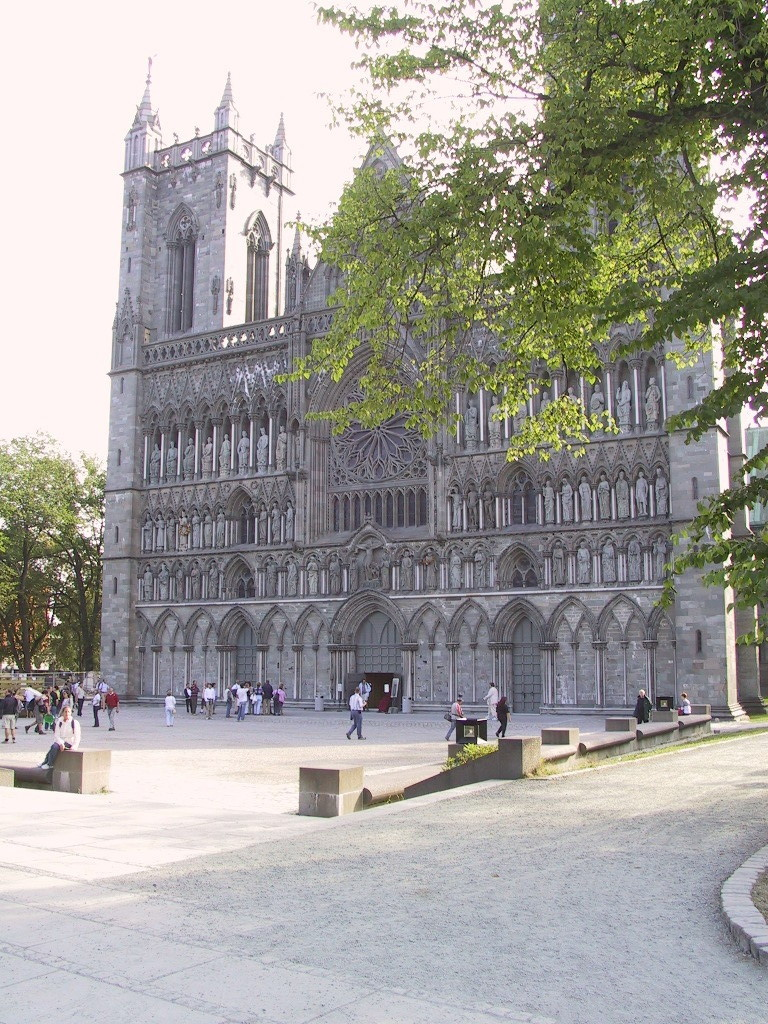
Fassade des Doms
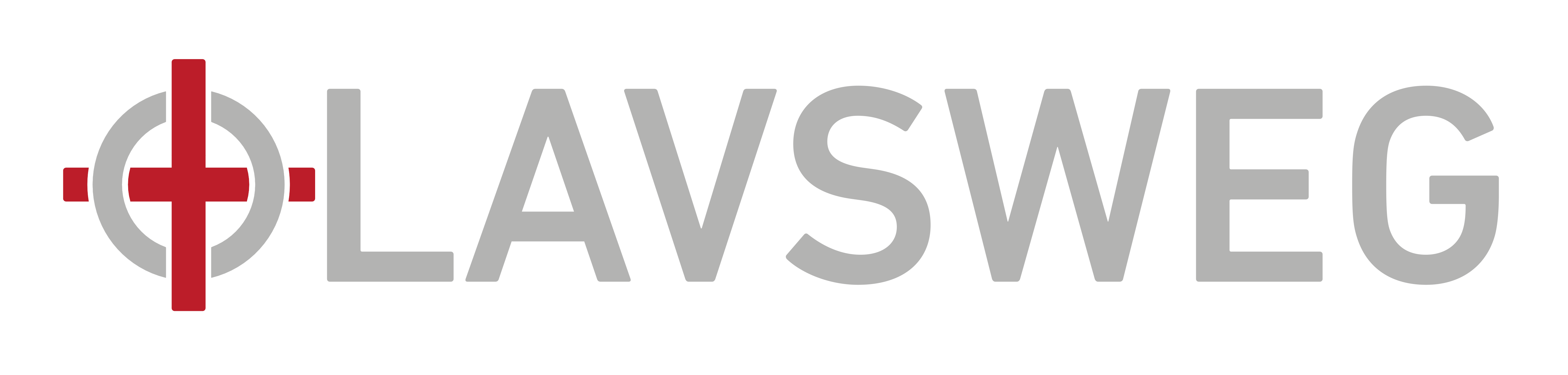
Olavsweg Logo der Deutschen Olavsweg Community

## Die Routen und Etappenorte

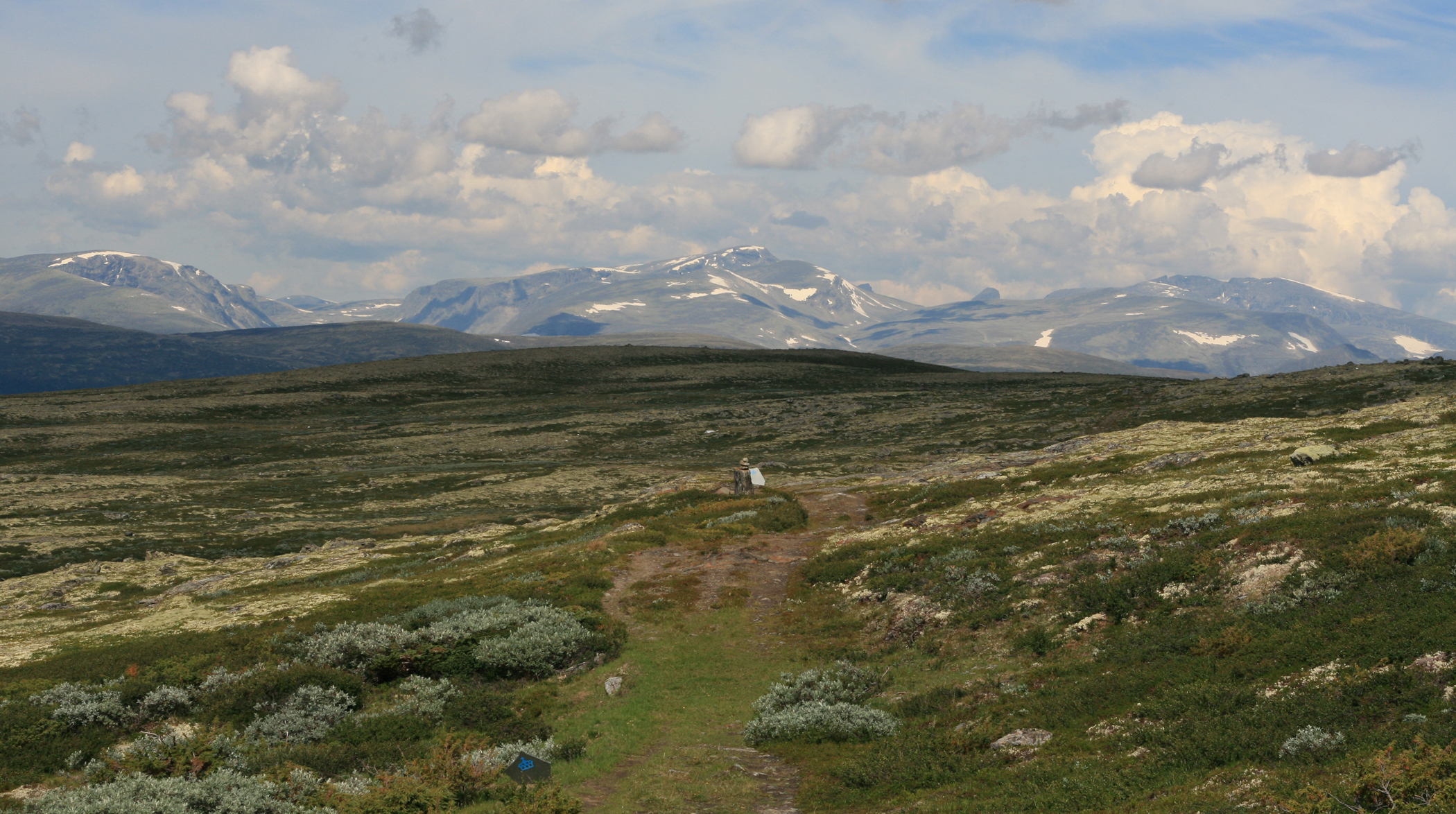
Der alte Königsweg über die Dovre-Kette mit der Snøhetta

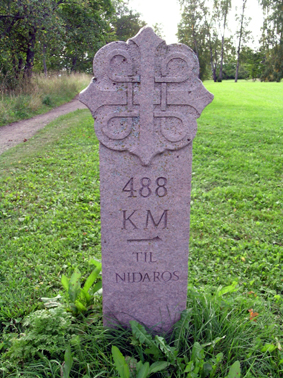
Neuer Kilometerstein in Hamar

Die nordischen Pilgerwege nach Nidaros bestehen eigentlich aus einem Routennetzwerk von rund 5000 Kilometern, wovon rund 2000 Kilometer in Norwegen verlaufen. Dieses Kulturerbe wird zunehmend touristisch für Wanderer aus den nordischen Ländern und dem übrigen europäischen Ausland erschlossen. Es gibt mehrere Routen, die aus Südnorwegen, Schweden und Nordostschweden nach Trondheim führen und sich zum Teil unterwegs vereinigen:
Romeriksleden (Romerikeweg)östliche Route durch Romerike; Etappenorte sind: Göteborg (Sv), Sarpsborg, Oslo, via Hamar.
Gudbrandsdalsleden (Gudbrandsdalweg)Verlauf durch das Gudbrandsdal; Etappenorte sind: (Tønsberg,) Oslo, Eidsvoll, Hamar, Lillehammer, Fåvang, Ringebu, Dombås, Kjønnås, Avsjøen, Hjerkinn, Grønnbakken, Oppdal, Rennebu, Meldal, Buvika, Kleivan, Øysanden, Lian, Trondheim, Nidaros
Østerdalsleden (Østerdalenweg)von Schweden kommend; Verlauf durchs Østerdalen; Etappenorte sind: Trysil, Innbygda, Buflo, Jordet, Lægeret, Munkbetsætra, Gråhøgda, Åkrestrømmen, Olsberg, Slettfjellet, Forollhogna, Burufjellet, Littbusjøen, St. Olavsknippen, Øyavollen, Tynset, Rødde, Tiller
Romboleden (Romboweg)von Schweden kommend; Etappenorte sind: (Sylsjöen Sv.), Skarddøra, Stuggudal, Stuggusjøen, Lauvøya – Ås, Flora – Våttafjellet – Mebost, Selbust, Tømra, Skultrøa, Haukåa – Mostadmarka, Bakken, Haset
St. Olavsleden (St. Olavsweg)von Schweden kommend; Etappenorte sind: Selånger – Tuna – Stöde – Torp – Borgsjö – Jämtkrogen – Bräcke – Gällö – Revsund – Pilgrimstad – Brunflo – Östersund – Frösön – Alsen – Mattmar – Järpen – Undersåker – Åre – Medstugan; kommend über Skalstugan, Sul, Stiklestad, Stjørdal  (norwegisch Olavsleden; schwedisch S:t Olavsleden)
Nordleden (Nordweg)nach Gløshaugen, über Stiklestad
Etwa alle 20 km gibt es seit alters einen mit dem Pilgerkreuz markierten Bauernhof als Nachtquartier. Die Wallfahrt ersetzte für Gläubige damals die Romreise und entspricht damit in ihrer religiösen Bedeutung dem Jakobsweg für Franzosen oder Spanier. Auch moderne Pilger und Pilgerinnen erhalten beim Start in Oslo im heutigen Bispegård (Bischofshof) bzw. in der Kirche in Selånger einen Pilgerpass, den sie entlang der Pilgerwege mit Stempeln füllen und in Trondheim abschließen können.

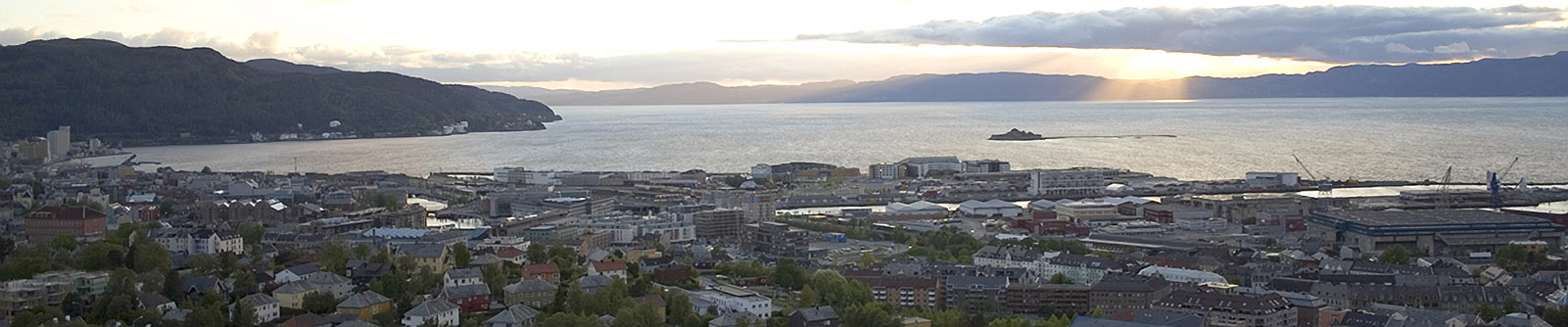
Blick auf Trondheim mit der Insel Munkholmen